# Philautus adspersus
A Philautus adspersus a kétéltűek  osztályába, a békák rendjébe és az evezőbékafélék családjába tartozó kihalt faj.

## Előfordulása
Srí Lanka területén volt honos, ahol hegyi erdőkben élt.

## Megjelenése
Színezete egyszínű fekete volt. Testét sárga pöttyök tarkították.

## Kihalása
Feltehetően az erdőirtás okozta kihalását.